# ای‌آی‌تی
ای‌آی‌تی (انگلیسی: Applied Industrial Technologies) شرکت فناوری اطلاعات آمریکایی است، که در سال ۱۹۲۳ تأسیس شد.